# Maurice Deslandres
Pour les articles homonymes, voir Deslandres.
 (février 2025).
Maurice Deslandres, né en 1862 et mort en 1941, est un juriste français. Personnalité dijonnaise, il a été un pionnier du mouvement social en soutenant l'entrée des femmes en politique, l'accession à la propriété des ménages modestes et le commerce éthique.

## Vie professionnelle
Maurice Deslandres, agrégé de droit, a fait l'essentiel de sa carrière professionnelle comme professeur à la Faculté de droit de Dijon. Il en a été le doyen puis doyen honoraire de 1920 à 1932.
En tant que juriste, il a écrit une Histoire constitutionnelle de la France de 1789 à 1870 en trois volumes, considérée comme un classique. Il a également porté des réflexions remarquées sur la vie constitutionnelle de son temps.

## Penser les réformes sociales
Maurice Deslandres, jugeant la Troisième République comme un régime trop faible pour permettre de réelles réformes, a élaboré des réflexions poussées sur différents axes sociaux, marquées par le christianisme social. Il fait partie du mouvement des Semaines sociales, autour de l'abbé Lemire.
- Les femmes : par observation des pays où les femmes étaient admises dans le jeu politique, il en a déduit que les régimes où les femmes avaient le droit de vote disposaient de lois sociales plus abouties et plus justes. Il a donc milité pour l'entrée des femmes dans la politique, malgré l'opposition politique de son temps.
- Le logement : Maurice Deslandres crée à Dijon, en 1921, le Crédit immobilier populaire. Inspiré par la Loi Ribot de 1908, cet organisme se consacre au prêt pour les ménages modestes qui ne peuvent en théorie devenir propriétaires. Le Crédit immobilier populaire est un des premiers organismes de logement social en France.
- Le commerce éthique : Maurice Deslandres a été un des pionniers de la Ligue sociale d'acheteurs, créée à Paris en 1902. Cette ligue militait pour que les consommateurs aient la possibilité de ne pas acheter de marchandises produites grâce à des conditions sociales insatisfaisantes.

## Distinctions
Maurice Deslandes a été admis à l'Académie des Sciences de Dijon. Une rue de la ville porte son nom, ainsi qu'une des salles de la Faculté de droit.

## Publications
Liste non exhaustive
- De la Participation du peuple au pouvoir législatif. Du « referendum » et de l'initiative populaire en Suisse, Dijon, 1894, 36 p.
- Le Mouvement féministe. Condition et revendications des femmes au point de vue du droit public, Dijon, 1895
- « Du Rôle de la femme chrétienne dans la société contemporaine » in La femme contemporaine, Besançon, 1906
- L'Acheteur, son rôle économique et social. Les Ligues sociales d'acheteurs, Paris, F. Alcan, 1911, 510 pages, Prix Fabien de l'Académie française en 1912
- Avec Justin Godart, De la Sanction par l'autorité publique des accords entre chefs d'entreprises commerciales et industrielles pour l'amélioration des conditions du travail, Paris, F. Alcan, 1912
- La Femme et la vie politique, Lyon, 1930
- Histoire constitutionnelle de la France de 1789 à 1870, trois tomes, 1932 - 1937

## Sources
- Stéphane Pinon, Maurice Deslandres et le droit constitutionnel. Un itinéraire, EUD, 2012. Un ouvrage pour restituer l'auteur dans l'ambiance républicaine de son temps et en finir avec son assimilation trompeuse aux thèses du régime de Vichy.
- La science juridique entre politique et sciences humaines (XIXe-XXe siècles) sur cairn.info, article de la Revue d'histoire des sciences humaines, 2001.
- Maurice Deslandres, un dijonnais en avance sur son temps, conférence de Pierre Bodineau, 2009.